# Francheville (Orne)
Francheville település Franciaországban, Orne megyében. Lakosainak száma 132 fő (2022. január 1.). Francheville Tanques, Avoine, La Bellière, Boucé, Fleuré és La Lande-de-Goult községekkel határos.

## Népesség
A település népességének változása:
| Lakosok száma | 158  | 154  | 157  | 150  | 146  | 143  | 139  | 135  | 132  |
|               | 2013 | 2015 | 2016 | 2017 | 2018 | 2019 | 2020 | 2021 | 2022 |